# 格爾格利·魯道夫
格爾格利·魯道夫（匈牙利語：Gergely Rudolf；1985年3月9日—）是一位匈牙利足球運動員。在場上的位置是前鋒。他現在效力於匈牙利足球甲級聯賽球隊吉奧利ETO足球俱樂部。他也代表匈牙利國家足球隊參賽。